# Patrick Karegeya
Patrick Karegeya (* 1960 in Mbarara, Uganda; † Ende Dezember 2013 oder 1. Januar 2014 in Sandton, Südafrika) war ein ruandischer Geheimdienstler und Vorsitzender des Geheimdienstes von Ruanda.
Karegeya erlangte einen Bachelor-Abschluss an der ugandischen Makerere-Universität und schloss sich der National Resistance Army im Kampf um die Absetzung von Milton Obote an. Er wurde 1982 in Uganda wegen Hochverrates angeklagt und verbrachte drei Jahre im Gefängnis. Nach seiner Entlassung kämpfte er an der Seite von Yoweri Museveni und Paul Kagame. In den Jahren von 1994 bis 2004 war er Chef des Auslandsgeheimdienstes der ruandischen Streitkräfte und hielt damit eine der wichtigsten Funktionen im Land. Später wandte er sich von Kagame ab und kritisierte die Politik der Regierung. Er wurde daraufhin 2006 seines Postens enthoben und ging 2007 ins Exil. Aus dem Exil heraus kritisierte er öffentlich die ruandische Regierung.
Am 1. Januar 2014 wurde Karegeya ermordet in einem Hotel in Sandton aufgefunden. Vom ruandischen Präsidenten Kagame wurde Karegeyas Tod mit den Worten: „Man kann nicht Ruanda verraten und damit durchkommen. Es hat Konsequenzen, wenn man sein Land verrät.“ kommentiert.